# نبو شوما أوكين الثاني
نبو شوما أوكين هو ملك كلداني على بابل في سنة 732 ق م تولى الحكم بعد أن قاد انقلاباً ضد نبو نادين زيري وألذي كان يتبع سلطة تغلات بلاصر الثالث ملك آشور، حكم لمدة شهر ويومين فقط، حيث تمكن نبو موكين زيري من السيطرة على الحكم بدعم من آشور.